# The Hayseed
The Hayseed ist ein US-amerikanischer Stummfilm, der am 26. Oktober 1919 Premiere feierte. Die Filmkomödie zeichnet sich durch typische Slapstickhandlungen wie Schlägereien und Verfolgungsjagden aus. 

## Handlung
Buster und Fatty arbeiten in einer Gemischtwarenhandlung, wobei Fatty u. a. die Aufgabe zufällt, die Post auszutragen. Diese erfüllt er auf sehr ungewöhnliche Art und Weise. Gleichzeitig sorgt er dafür, dass stets genügend Zeit für seine große Liebe Fanny bleibt. Ein Konkurrent, der Sheriff des Ortes, macht ihm aber das Leben schwer. Mit unfairen Mitteln versucht er, Fatty seine Freundin auszuspannen. Dank Buster gelingt es aber, den Sheriff als Gauner zu überführen und ihn mit Hilfe von Fattys Hund in die Flucht zu schlagen.